# 东洋文库
35°43′52.61″N 139°44′54.82″E / 35.7312806°N 139.7485611°E

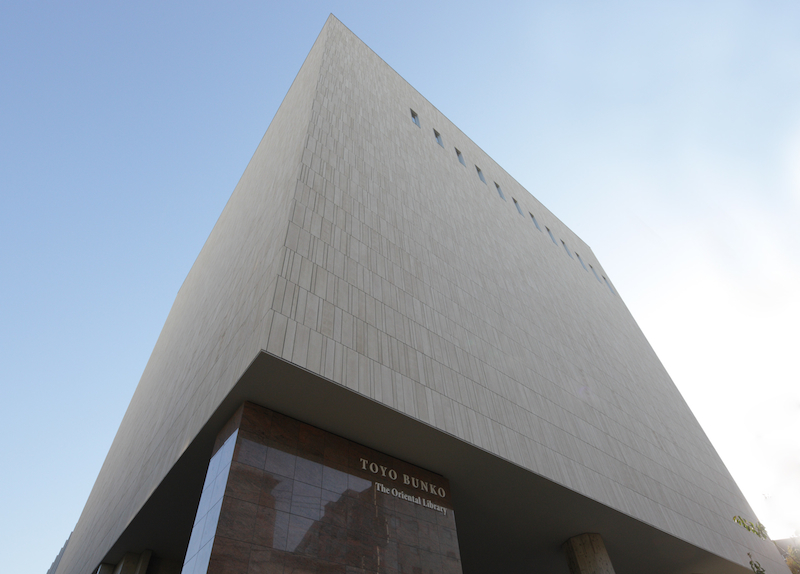
2011年啟用的東洋文庫新大樓

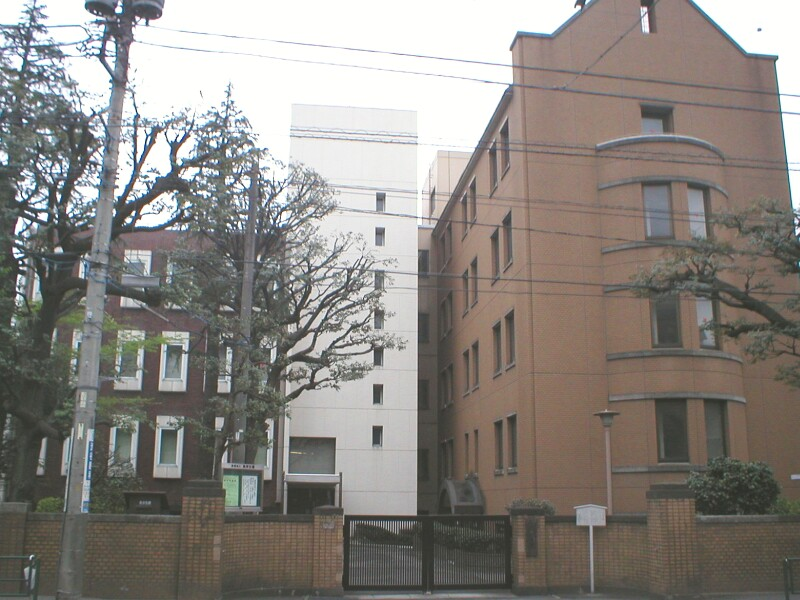
東洋文庫舊大樓

公益財團法人東洋文庫，簡稱東洋文庫（日语：／ Tōyō bunko */?）是日本最大、也是全球第五大的亞洲研究圖書館，位於東京都文京區。

## 历史
文庫原是1917年三菱財閥第三代主持人岩崎久彌及當時中華民國總統府顧問莫理循（George Morisson）所珍藏的有关中國及日本書籍。1919年，開始復刻珍貴書籍。1924年，開始發行《東洋文庫論叢》。1926年舉辦了第一次講座及展覽會。1932年建成了新館。1947年獲得文部省的資助。後來加入歐洲各地文獻及亞洲各種語言的文獻，才漸漸發展成現在95萬冊的規模。珍藏的文獻主要是日本、中國、印度、東亞、西亞、中亞的古籍及名著，以文學、歷史、思想、宗教、藝術、探險、遊記、自然科學來分類。另外，還會為各古籍及名著作詳細解說，並且收錄了很多地圖和插畫。

## 歷代理事長
- 井上準之助:1924 -
- 桐島像一:1932 -
- 林權助:1932 -
- 白鳥庫吉:1939 -
- 清水澄:1939 -
- 幣原喜重郎:1947 -
- 細川護立:1951 -
- 辻直四郎:1974 -
- 榎一雄:1985 -
- 北村甫:1990 -
- 斯波義信:2001 -
- 槇原稔:2007 -

## 外部連結
- （日語）（英文）公益财团法人 東洋文庫
- （日語）東洋文庫，平凡社